# Orchesella carpatica
Orchesella carpatica is een springstaartensoort uit de familie van de Entomobryidae. De wetenschappelijke naam van de soort is voor het eerst geldig gepubliceerd in 1915 door Ionesco.